# Przełęcz pod Jaworową Kopą
 Przełęcz pod Jaworową Kopą – przełęcz (1132 m n.p.m.) w południowo-zachodniej Polsce, w Sudetach Wschodnich, w Masywie Śnieżnika.

## Położenie
Przełęcz górska położona w północno-środkowej części Masywu Śnieżnika w grzbiecie odchodzącym od Śnieżnika w kierunku północno-zachodnim w stronę wzniesienia Czarna Góra, około 3,6 km na północny wschód od centrum miejscowości Międzygórze.
Przełęcz stanowi płytkie siodło, o łagodnych zboczach i dość stromych podejściach, wcinające się w gnejsowe skały bocznego grzbietu Śnieżnika należące do metamorfiku Lądka i Śnieżnika. Przełęcz oddziela wzniesienie Czarna Góra (1205 m n.p.m.) od wzniesienia Jaworowa Kopa (1138 m n.p.m.). Na środku przełęczy znajduje się niewielka śródleśna łąka, na której występują rzadkie i chronione gatunki roślin, dalsze otoczenie przełęczy oraz podejścia porasta las świerkowy regla górnego. Na przełęczy znajduje się węzeł dróg leśnych i szlaków turystycznych.

## Turystyka
Przez przełęcz prowadzą szlaki turystyczne:
- czerwony - fragment szlaku prowadzący ze Złotego Stoku przez Przełęcz Puchaczówka na Śnieżnik i dalej.
- zielony - fragment szlaku prowadzący z Międyzgórza przez Przełęcz Puchaczówka do Lądka-Zdroju.

Rejon przełęczy jest widokowy, z której roztacza się panorama na okoliczne doliny i szczyty Masywu Śnieżnika.